# Kathina

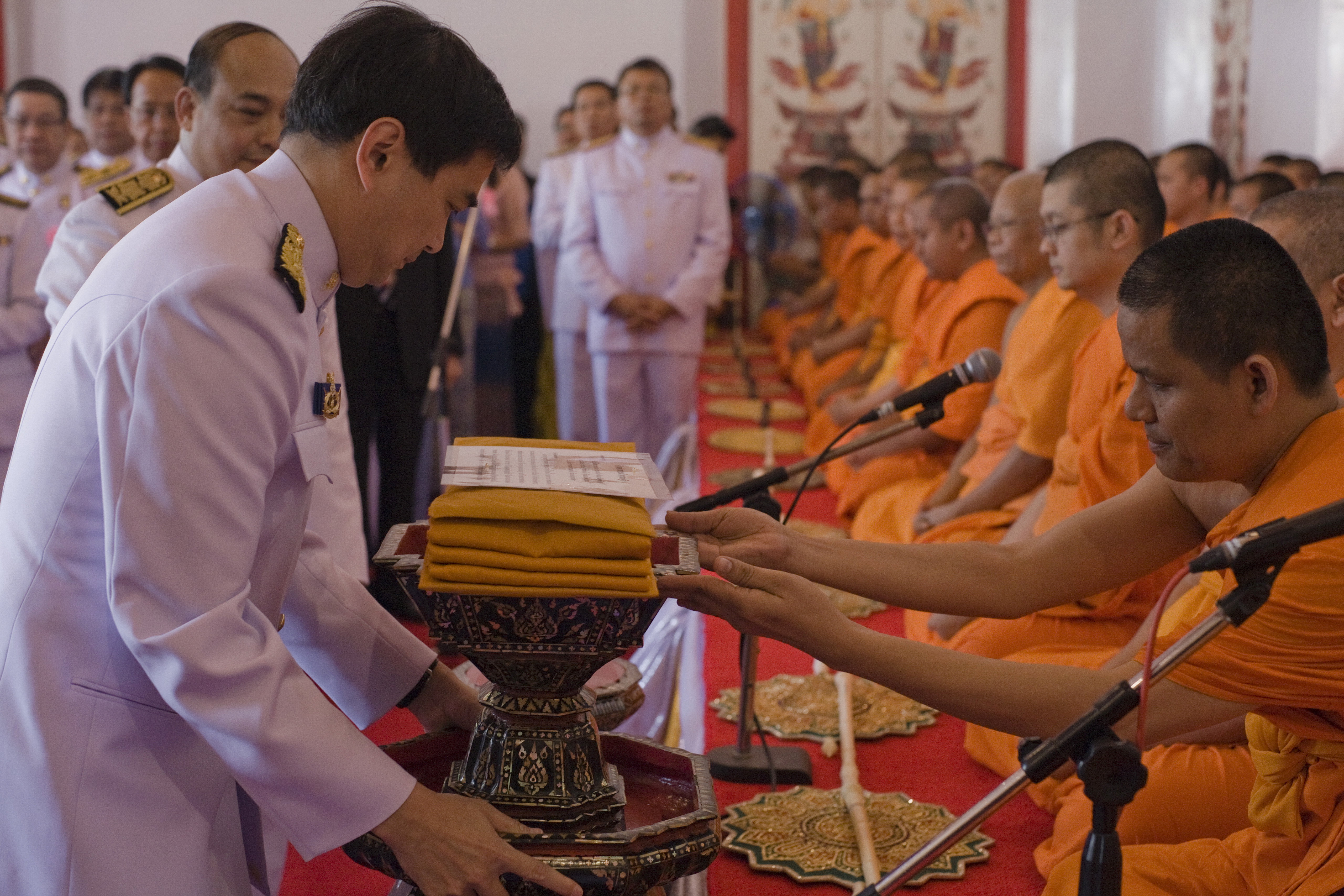
Primeiro-ministro Abhisit Vejjajiva da Tailândia oferece mantos durante o Kathina de 2010

Kathina é um festival budista Teravada que ocorre após o fim do Vassa (Retiro das chuvas). O festival pode durar cerca de um mês. Durante este tempo os leigos budistas levam oferendas ao templo, especialmente mantos novos para os monges.